# Moralesictis
Moralesictis — вимерлий рід хижих, що знайдений у таких країнах: США (Техас). Рід містить такі види: Moralesictis intrepidus.